# Acarospora verruciformis
Acarospora verruciformis är en lavart som beskrevs av Hugo Magnusson. Acarospora verruciformis ingår i släktet Acarospora och familjen Acarosporaceae.   Inga underarter finns listade i Catalogue of Life.